# Église Saint-Jacques-le-Majeur-et-Saint-Ignace d'Aire-sur-la-Lys
Pour les articles homonymes, voir Église Saint-Jacques-le-Majeur et Église Saint-Ignace.
L'église Saint-Jacques-le-Majeur-et-Saint-Ignace est un édifice religieux catholique sis rue de Saint-Omer, au centre de la ville d’Aire-sur-la-Lys, dans le Pas-de-Calais (France). De style baroque tardif (XVIIe siècle) cette ancienne église du collège jésuite est aujourd'hui paroissiale et encore utilisée pour le culte catholique. Elle est classée comme monument historique depuis 1942.

## Historique
Les jésuites ouvrent un collège à Aire-sur-la-Lys en 1612 : le collège Sainte-Marie. À peine les bâtiments du collège sont-ils terminés qu’ils mettent en chantier la construction d’une église pour y développer leurs activités pastorales et spirituelles. Les plans du frère Jean Du Blocq sont envoyés à Rome le 22 mars 1620. Ils sont retournés le 11 juillet avec des corrections.
Par manque de ressources financières les travaux sont différés. Finalement ce sont les legs et dons de la famille de Caverel qui permettent l’ouverture du chantier, une soixantaine d’années plus tard. Le double vocable de Saint-Jacques-le-Majeur et Saint-Ignace-de-Loyola est voulu par la famille. Les travaux commencent en 1682 et se terminent en 1688 (date sur la façade). Le chantier est dirigé par le frère Jean Bégrand (1623-1694) qui par ailleurs a modifié le plan initial.
En 1763, comme partout ailleurs en France, les jésuites sont expulsés du collège et de leur église. Durant la période révolutionnaire, l’église est fermée au culte et devient salle de réunion des ‘Amis de la Constitution’ (le groupe est dirigé pendant un an par Lazare Carnot). Mais son mobilier disparait : la chaire de vérité est donnée à la collégiale Saint-Pierre, le retable emporté. Verrières et vitraux sont vandalisés.
De 1795 à 1837, le bâtiment est occupé par l’armée qui l’utilise comme dépôt de munitions, magasin de fourrage ou encore salle de spectacle. Elle est rendue au culte en 1846.
Lorsque les prêtres de Saint Bertin rouvrent le collège Sainte-Marie en 1851 ils obtiennent l’usage de l’église (la ville en restant la propriétaire). Un grand travail de restauration est entrepris. Autels, stalles et chaire de vérité sont réinstallés en 1853. Les nouveaux autels sont consacrés par l’évêque d’Arras la même année.

## Description

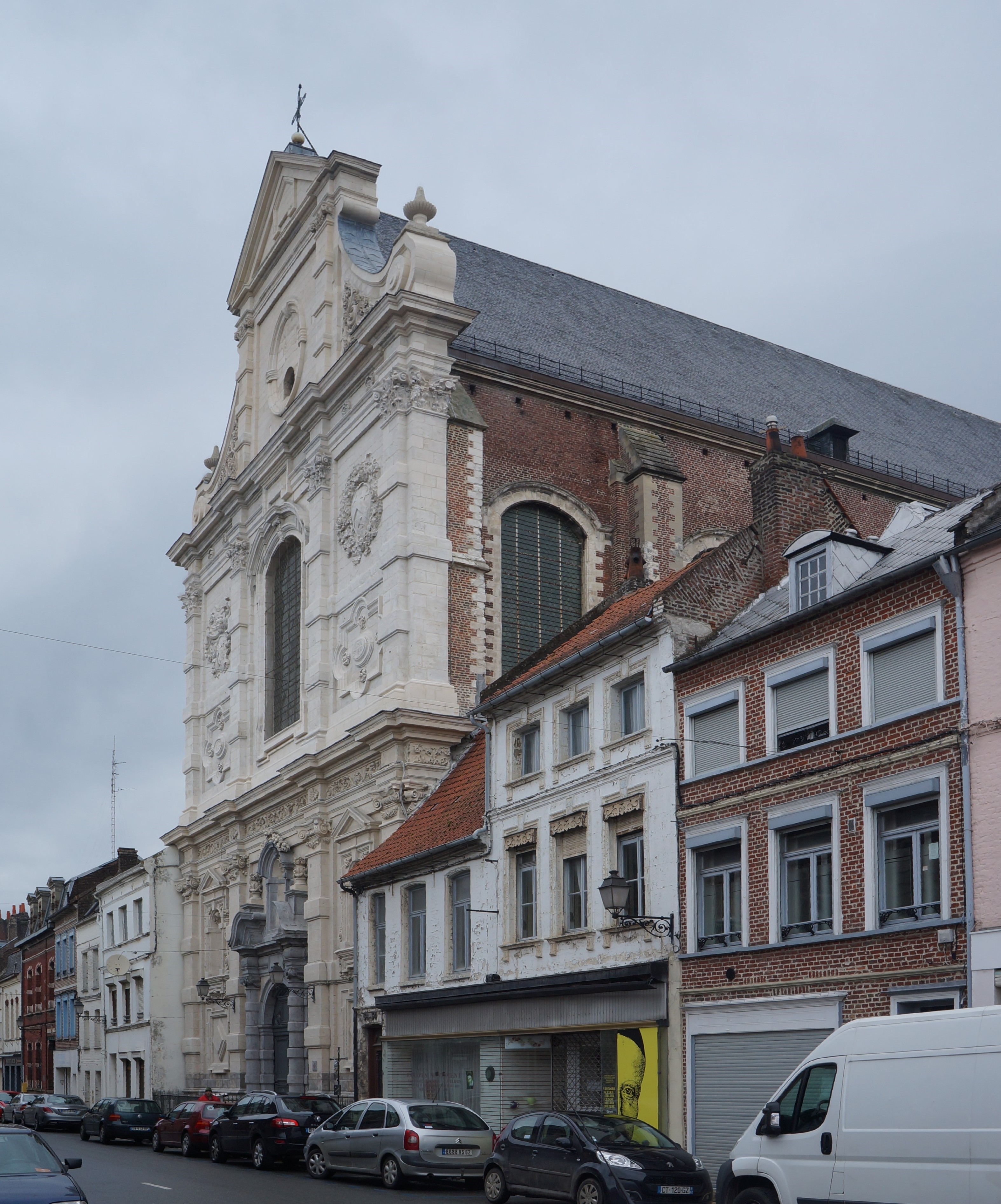
Rue de Saint-Omer, façade de l'église.

- Extérieur: Sans clocher, l’église a une haute façade en pierres blanches. Sa hauteur (33 mètres) en trois niveaux domine le quartier environnant. Au deuxième niveau, une grande verrière centrale déverse une abondante lumière dans la nef. De part et d’autre : des écussons avec les armes des Caverel et les dates de 1688 et 1837.

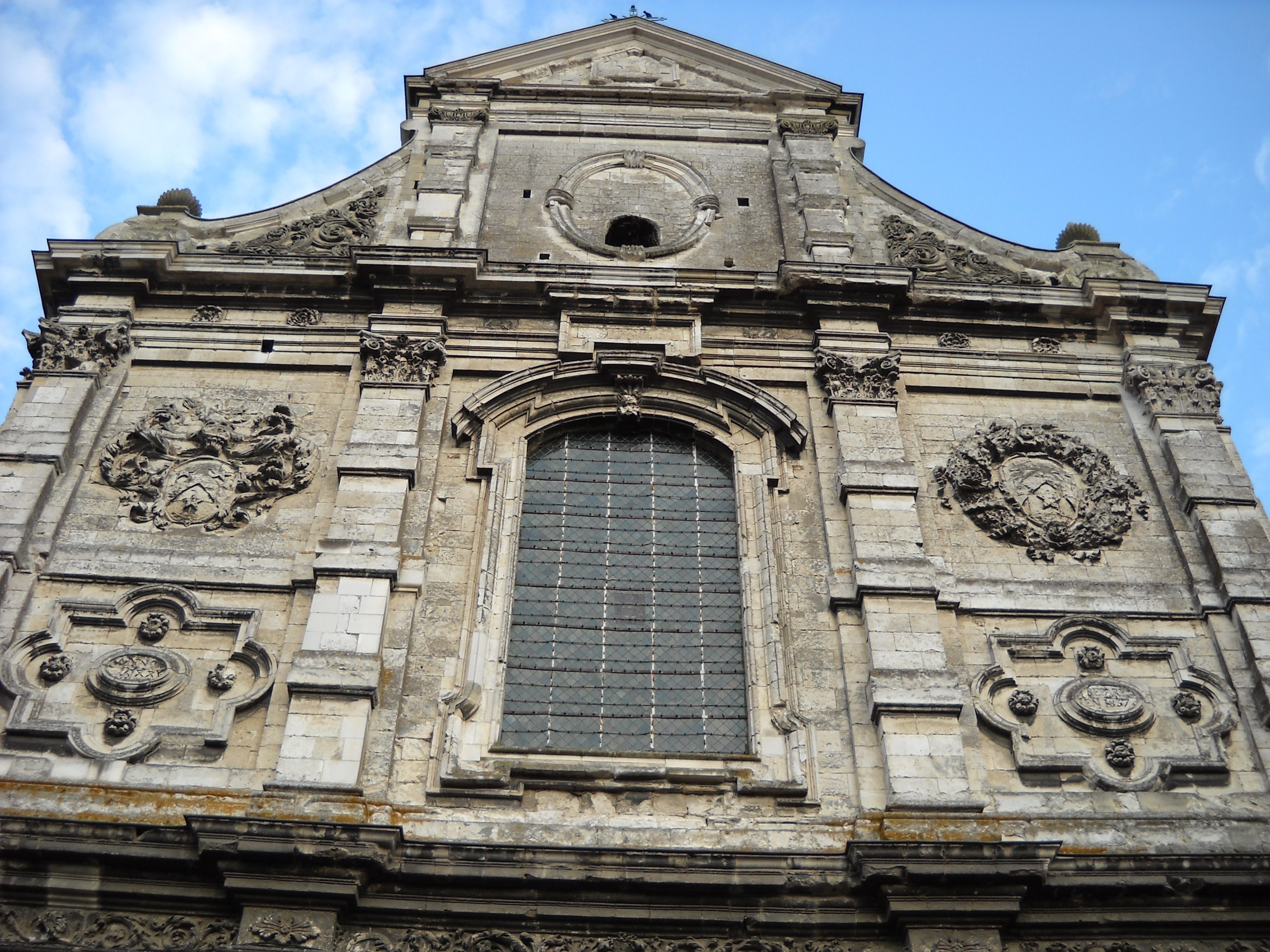
Détail de la façade de l'église.

- Intérieur : comme le demandaient les orientations liturgiques données par le concile de Trente (une place plus grande à la prédication et insistance sur la centralité eucharistique), l’église, longue de 58 mètres, est faite d’une seule nef de quatre travées se prolongeant en une abside circulaire, ayant à l’entrée du chœur deux chapelles latérales, à gauche et à droite, formant ainsi un mini-transept et donnant à l’église le dessin d’une croix latine. La crypte était destinée à la sépulture des jésuites du collège.
- Mobilier : La quasi entièreté du décor et mobilier intérieur date de la restauration de 1853, à l’exception de 14 panneaux en bois doré, commandés par les chanoines de la collégiale Saint Pierre, pour décorer les 14 piliers du chœur de la collégiale à la fin du XVIIIe siècle. Ils avaient été relégués dans les combles de la collégiale par monseigneur Scott, curé doyen en 1840, lors de la restauration du bâtiment qu'il avait entreprise. Retrouvés en 1950, après le bombardement de 1944, ils ont été restaurés par les Monuments Historiques et placés 'provisoirement' dans l'église Saint-Jacques en attendant la restauration intérieure de la collégiale. L 'origine des statues baroques des trois apôtres, Pierre, Jean et Jacques le Majeur, et de celle d’Ignace de Loyola qui se trouvent dans l'église Saint-Jacques n'est pas connue.